# Agostino Cacciavillan

Agostino Cacciavillans Kardinalswappen

Agostino Kardinal Cacciavillan (* 14. August 1926 in Novale di Valdagno, Provinz Vicenza; † 5. März 2022 in der Vatikanstadt) war ein italienischer Geistlicher und Kurienkardinal der römisch-katholischen Kirche.

## Leben
Agostino Cacciavillan studierte an verschiedenen Universitäten Roms, erwarb das Lizentiat in Sozialwissenschaften und promovierte in den Fächern Rechtswissenschaften und Kanonisches Recht. 1949 empfing er das Sakrament der Priesterweihe und arbeitete in der römischen Pfarrseelsorge.

### Diplomat
Von 1957 bis 1960 absolvierte er die Päpstliche Diplomatenakademie. Nach einigen Monaten im Staatssekretariat des Heiligen Stuhls wurde er Sekretär der Apostolischen Nuntiatur auf den Philippinen. Am 21. Juni 1963 verlieh ihm Papst Paul VI. den  Ehrentitel Überzähliger Geheimkämmerer Seiner Heiligkeit (Monsignore). Von 1964 bis 1968 war Cacciavillan Nuntiatursekretär in Spanien und kurzzeitig auch in Portugal. Von 1969 bis 1974 arbeitete er erneut im Staatssekretariat des Vatikans. Am 26. August 1973 verlieh ihm Paul VI. den Titel Ehrenprälat Seiner Heiligkeit.
Am 17. Januar 1976 ernannte ihn Paul VI. zum Titularerzbischof von Amiternum sowie zum Apostolischen Pro-Nuntius in Kenia und Apostolischen Delegaten für die Seychellen. Die Bischofsweihe spendete ihm Kardinalstaatssekretär Jean-Marie Villot am 21. Februar desselben Jahres; Mitkonsekratoren waren Duraisamy Simon Lourdusamy, Erzbischof emeritus von Bangalore, und Carlo Fanton, Weihbischof im Bistum Vicenza. Weitere Stationen seiner diplomatischen Laufbahn waren von 1981 bis 1990 Indien und Nepal. Ab 1990 leitete er die Apostolische Nuntiatur in den USA und übernahm die Aufgabe des ständigen Beobachters bei der Organisation der Amerikanischen Staaten. Außerdem vertrat er den Heiligen Stuhl bei der Weltvereinigung der Juristen.
Agostino Cacciavillan war Großoffizier des Ritterorden vom Heiligen Grab zu Jerusalem und 1992 in die Gründung der Statthalterei Southeastern in den USA eingebunden.

### Kardinal
Am 5. November 1998 ernannte ihn Papst Johannes Paul II. zum Präsidenten der Güterverwaltung des Apostolischen Stuhls und nahm ihn am 21. Februar 2001 als Kardinaldiakon mit der Titeldiakonie Santi Angeli Custodi a Città Giardino in das Kardinalskollegium auf. Von seinen Aufgaben in der römischen Kurie trat er im Oktober 2002 aus Altersgründen zurück.
Kardinal Cacciavillan nahm am Konklave 2005 teil, das Benedikt XVI. zum neuen Papst wählte. Vom 1. März 2008 bis zum 21. Februar 2011 bekleidete er das Amt des Kardinalprotodiakons. Am 21. Februar 2011 wurde er pro hac vice unter Beibehaltung seiner zur Titelkirche erklärten Titeldiakonie zum Kardinalpriester erhoben.
Er starb am 5. März 2022.

## Mitgliedschaften
Kardinal Cacciavillan war Mitglied folgender Dikasterien der römischen Kurie:
- Kongregation für die orientalischen Kirchen (bestätigt 2001)[6]
- Kongregation für die Selig- und Heiligsprechungsprozesse (seit 2002)[7]
- Kongregation für die Evangelisierung der Völker (bestätigt 2001)[6]
- Kongregation für die Bischöfe (bestätigt 2001)[6]
- Oberster Gerichtshof der Apostolischen Signatur (seit 2002)[8]
- Päpstlicher Rat für die Gesetzestexte (bestätigt 2001)[9]
- Päpstliche Kommission für den Staat der Vatikanstadt (bestätigt 2001)[10]

## Apostolische Sukzession
Die Apostolische Sukzession von Kardinal Cacciavillan ist bis Kardinal Scipione Rebiba dokumentiert:
- Kardinal Jean-Marie Villot
- Kardinal Maurice Feltin
- Kardinal Charles-Henri-Joseph Binet
- Kardinal Louis-Henri-Joseph Luçon
- Bischof Charles-Émile Freppel
- Kardinal François-Auguste-Ferdinand Donnet
- Bischof Charles-Auguste-Marie-Joseph de Forbin-Janson
- Kardinal Gustav Maximilian von Croÿ
- Erzbischof Jean-Charles de Coucy
- Kardinal Antonio Dugnani
- Kardinal Carlo Rezzonico
- Kardinal Giovanni Francesco Albani
- Clemens XIII.
- Benedikt XIV.
- Benedikt XIII.
- Kardinal Paluzzo Paluzzi Altieri degli Albertoni
- Kardinal Ulderico Carpegna
- Kardinal Luigi Caetani
- Kardinal Ludovico Ludovisi
- Erzbischof Galeazzo Sanvitale
- Kardinal Girolamo Bernerio OP
- Kardinal Giulio Antonio Santorio
- Kardinal Scipione Rebiba